# 阿巴迪亚-圣萨尔瓦托雷
阿巴迪亚-圣萨尔瓦托雷（義大利語：Abbadia San Salvatore），是意大利托斯卡纳大区锡耶纳省的一个市镇。总面积58.92平方公里，人口6777人，人口密度115.0人/平方公里（2009年）。ISTAT代码为052001。